# NGC 424
NGC 424 je galaksija u zviježđu Kipar.

## Vanjske poveznice
- SEDS: NGC 424